# Свет који нестаје (књига)
Свет који нестаје (енгл. Things Fall Apart) је књига нигеријског књижевника Чинуа Ачебеа (енгл. Chinua Achebe), објављена 1958. године. Књига је објављена као прва у серијалу Афричка трилогија. На српском језику књига је први пут објављена 2008. године у издању Дерете из Београда, и преводу Весне Петровић. Поновљено издање је објавила је у Сарајеву издавачка кућа Buybook 2010. године под насловом Све се распада.

## О аутору
Чинуа Ачебе (1930-2013) био је нигеријски романопосац и песник. Школовао се у Нигерији, а дипломирао у Лондону. Књижевну каријеру је започео 1950. године, и написао је више од двадесет књига - романа, новела, есеја и збирки песама. Добитник је бројних књижевних награда, од којих се истиче награда Man Booker International 2007.

## О књизи
Свет који нестаје је први роман Чинуа Ачебеа који је написан на енглеском и објављен 1958. године. То је прича о „снажном човеку“ чијим животом доминирају страх и бес, написана је са изузетном економичношћу и суптилном иронијом. Јединствено и афричко, у исто време открива Ачебеову оштру свест о људским квалитетима који су заједнички људима свих времена и места.
Књига је прва у циклусу Афричка трилогија коју чине наставци No Longer at Ease и Arrow of God (Божја стрела), а које су повезане тематиком и ликовима.

## Радња
Главни јунак романа је Оконквоа, рвач, ратник и вођа вође заједнице Игбоа. Роман описује његов живот почев од догађаја који су довели до његовог протеривања из заједнице због случајног убиства припадника клана, када му се свет почиње распадати, преко седам година његовог изгнанства, до његовог повратка. Након његовог повратка у селу затиче хришћанске мисионаре и колонијалне представнике власти. Темељи света у којем живи су пољуљани и он незаустављиво срља у трагедију.
Оконквоа у новим околностима бива натеран на срамоту самоубиства, да би на тај начин избегао последице своје непромишљене храбрости против белог човека.
Иако је аутор романом описао дубоку личну трагедију човека, заправо је предочио вечити сукоб између белог и црног човека, сукоб цивилизација и веровања. Трагедија једног човека овде симболизује све врлине али и исконску трагику црног континента у додиру и прожимању са "белом" цивилизацијом.